# Olivia Newton-John’s Greatest Hits
Olivia Newton-John’s Greatest Hits — сборник лучших хитов австралийской певицы Оливии Ньютон-Джон, выпущенный в октябре 1977 года на лейбле EMI. Пластинка имела большой успех по обе стороны Атлантики, получив платиновые сертификации в Великобритании, Канаде и США.

## Список композиций
| №  | Название                       | Автор(ы)                 | Длительность |
| -- | ------------------------------ | ------------------------ | ------------ |
| 1. | «If Not for You»               | Боб Дилан                | 2:50         |
| 2. | «Changes»                      | Оливия Ньютон-Джон       | 2:27         |
| 3. | «Let Me Be There»              | Джон Ростилл             | 3:00         |
| 4. | «If You Love Me (Let Me Know)» | Джон Ростилл             | 3:12         |
| 5. | «I Honestly Love You»          | Питер Аллен, Джефф Барри | 3:36         |
| 6. | «Have You Never Been Mellow»   | Джон Фаррар              | 3:28         |

| №  | Название                 | Автор(ы)                           | Длительность |
| -- | ------------------------ | ---------------------------------- | ------------ |
| 1. | «Please Mr. Please»      | Брюс Уэлч, Джон Ростилл            | 3:24         |
| 2. | «Something Better to Do» | Джон Фаррар                        | 3:16         |
| 3. | «Let It Shine»           | Линда Харгроув                     | 2:26         |
| 4. | «Come On Over»           | Барри Гибб, Робин Гибб             | 3:38         |
| 5. | «Don’t Stop Believin’»   | Джон Фаррар                        | 3:37         |
| 6. | «Sam»                    | Джон Фаррар, Хэнк Марвин, Дон Блэк | 3:41         |

## Чарты
| Чарт (1977–1978)                   | Высшая позиция |
| ---------------------------------- | -------------- |
| Австралия (Kent Music Report)      | 18             |
| Великобритания (UK Albums Chart)   | 19             |
| Германия (Offizielle Top 100)      | 33             |
| Канада (RPM Top Albums/CDs)        | 11             |
| Нидерланды (Album Top 100)         | 24             |
| США (Billboard 200)                | 13             |
| США (Billboard Top Country Albums) | 7              |
| Япония (Oricon)                    | 5              |

| Чарт (1978)                        | Позиция |
| ---------------------------------- | ------- |
| США (Billboard Top Country Albums) | 33      |

## Сертификации и продажи
| Регион | Сертификация  | Продажи    |
| --- | ------------- | ---------- |
| Великобритания (BPI) | Платиновый    | 300 000^   |
| Гонконг (IFPI Hong Kong)                                                                                                 | Золотой       | 10 000*    |
| Канада (Music Canada) | Платиновый    | 100 000^   |
| США (RIAA) | 2× Платиновый | 2 000 000^ |
| Япония | —             | 163 810    |
| * Данные о продажах приведены только на основе сертификации. ^ Данные о тиражах приведены только на основе сертификации. |               |            |